# Старый Кувак
Старый Кувак — село в Лениногорском районе Татарстана. Административный центр и единственный населенный пункт Старокувакского сельского поселения.

## География
Находится в юго-восточной части Татарстана на расстоянии приблизительно 30 км на запад по прямой от районного центра города Лениногорск у реки Шешма.

## История
Основано в 1738 году потомками польских шляхтичей. В начале XX века действовала Покровская церковь и две школы. Вместо перестроенной старой церкви в XXI веке возведена новая с тем же названием.

## Население
Постоянных жителей было: в 1762—1073, в 1859—994, в 1889—1541, в 1897—1838, в 1900—1849, в 1910—1886, в 1920—2236, в 1926—1997, в 1938—1687, в 1949—1168, в 1958—1064, в 1970—1092, в 1979—1137, в 1989—1014, в 2002 году 1024 (русские 68 %), в 2010 году 998.
| 2012 | 2013 | 2014 | 2015 | 2016 | 2017 |
| ---- | ---- | ---- | ---- | ---- | ---- |
| 986  | ↘974 | ↘952 | ↘926 | ↘907 | ↘901 |

## Название
Русское название Кувак происходит от мордовского (Эрзя) "Кувака" - Длинное. Расселение вдоль реки. Там жили мордва, чуваши, татары. Летом 1739 года произошло интенсивное заселение слободы отставными обрусевшими солдатами польского происхождения.